# ثابيلو ماسيكو
ثابيلو ماسيكو (من مواليد 11 نوفمبر 2003) هو لاعب كرة قدم جنوب إفريقي محترف يلعب كمهاجم لفريق صنداونز .

## مسيرته مع الأندية
ماسيكو هو أحد إنتاجات الشباب في سوبر سبورت يونايتد ، حيث بدأ مسيرته الاحترافية. لقد أثار إعجابه خلال موسم 2022–23 ، حيث ساعد فريق سوبر سبورت في الوصول إلى المركز الثالث في دوري جنوب إفريقيا الأول .  وبحسب ما ورد أكسبه هذا عروضًا من أمثال النادي البلجيكي فيسترلو . 
في يونيو 2023، وقع مع ماميلودي صنداونز ، صاحب الرقم القياسي في الفوز بدوري جنوب إفريقيا الممتاز 13 مرة.  ولعب دورًا أساسيًا في الفريق الفائز بأول بطولة أفريقية لكرة القدم عام 2023 ، أبرزها تسجيل الهدف الوحيد في مباراتي نصف النهائي أمام الأهلي .    لقد كان أفضل لاعب وأفضل هداف في المسابقة. 

## مسيرته الدولية
ويعد ماسيكو لاعبًا دوليًا لجنوب إفريقيا ، حيث شارك في كأس كوسافا 2022 .   
في يناير 2024، تم اختياره مع جنوب إفريقيا للمشاركة في كأس الأمم الإفريقية 2023 . 

## روابط خارجية
- ثابيلو ماسيكو  على سكروي